# Georg Häusel
Johann Georg Häusel (* 21. Juli 1851 in Michelstadt; † 19. September 1906 ebenda) war ein hessischer Politiker (NLP) und Abgeordneter der 2. Kammer der Landstände des Großherzogtums Hessen.
Georg Häusel war der Sohn des Bauaufsehers I. Klasse Philipp Häusel und dessen Ehefrau Babette, geborene Mohr. Häusel, der evangelischen Glaubens war, war 1881 bis 1901 Kreistechniker in Erbach in Airlenbach und heiratete Eva Margarethe geborene Flath.
Von 1899 bis 1906 gehörte er der Zweiten Kammer der Landstände an. Er wurde für den Wahlbezirk Starkenburg 3/Höchst im Odenwald gewählt.